# Rewas Laghidse
Rewas Laghidse (georgià: რევაზ ლაღიძე)  (Baghdati, 10 de juliol de 1921 - Tbilisi, 16 d'octubre de 1981) va ser un compositor georgià.

## Biografia
Laghidse va compondre petites peces per a quartet de corda mentre encara estava a l'escola i es va fer càrrec del primer violí. Després d'estudiar en Luarsab Jaschwili que el compositor Dmitri Arakischwili va ser publicada el 1940 per recomanació Conservatori de Tbilisi. Allí va estudiar composició amb Andria Balanchivadze, el germà de George Balanchine. Va acabar els seus estudis superiors el 1948. Durant els seus estudis va treballar com a violinista a l'Orquestra Filharmònica de Geòrgia (1941–1945) i a l'Orquestra Simfònica de la Ràdio Georgiana (1945-1949) La seva primera música per al cinema la compondre el 1951 per al documental Штурм одиннадцати вершин (Assalt a onze cims).
Del 1960 al 1962 va treballar com a editor musical per a documentals. A partir de 1962 fins a la seva mort va ocupar la Càtedra de Música a l'Institut Pedagògic de Tbilisi, on va ser nomenat professor a 1978, a partir de 1964 també va ensenyar al Conservatori de Tbilisi. Va morir a l'octubre de 1981 i està enterrat en el Panteó Didube a Tbilisi. A la capital de Geòrgia una escola de música porta el seu nom i, una beca de l'Institut Pedagògic on va fer classes. Al carrer Baratashvili des 2018 se'l recorda per una escultura de compositor.

## Obra
Al centre del seu treball es trobaven cançons, en part arranjaments de cançons de les zones de l'església, rurals i urbanes, en part composicions de cançons pròpies per a veu solista, conjunt o cor. Amb algunes d'aquestes cançons, especialment la cançó sobre Tbilissi (1959), va aconseguir una gran popularitat. Aquesta cançó, composta per Laghidse el 1957/58 segons Pyotr Grusinski per a un documental sobre Tbilisi, desenvolupada amb el títol breu Tbiliso a un èxit popular d'Estrada, una mena de "himne de la ciutat" i va ser utilitzada per nombrosos cantants destacats i grups interpretats, u. a. del conjunt Орэра, de Nani Bregwadse, Wachtang Kikabidse, Sława Przybylska, Yovanna, Valeri Meladze a Sopo Chalwaschi i Diana Gurzkaia.
També va escriure òpera (Lela), comèdies musicals (Megobrebi - The Friends 1950), operetes (Komble 1957), cantates, música simfònica (incloent el poema Per a la pàtria 1949), cambra, piano i romanços, a més de música de teatre i cinema. L'òpera Lela es considera el més destacat de la seva obra, va sortir als escenaris de Tbilisi per primera vegada el 1974/75 i es basa en motius de l'obra Monna Vanna del simbolista Maurice Maeterlinck. La trama de l'òpera amb el subtítol A Legend from Kolchis, a diferència de l'original, té lloc al segle I i narra la lluita dels georgians contra els conquistadors romans. En les seves altres obres vocals va fixar textos d'Alexander Pushkin, Giorgi Leonidze, Aleksandre Qasbegi, Ilia Tschawtschawadse, Irakli Abaschidse, Wascha-Pschawela i Akaki Zereteli. L'obra orquestral més coneguda de Laghids és la pintura simfònica Sachidao (1952), batejada amb el nom d'un estil de música popular que es practicava tradicionalment en competicions i partits de lluita.

## Premis
Laghidse va rebre el títol d'Artista Honrat el 1958 i el títol d'Artista Popular de la SSR de Geòrgia el 1961, i el 1967 el Premi Lenin Komsomol de la República. A més, el 1975 va rebre el Premi Estatal Schota-Rustaveli, el 1977 el Premi Estatal de la URSS i el 1991 el Premi Paliashvili.